# Lether Frazar
Lether Edward Frazar, född 1 december 1904 i DeRidder i Louisiana, död 15 maj 1960, var en amerikansk demokratisk politiker. Han var Louisianas viceguvernör 1956–1960.
Frazar utexaminerades 1928 från Southwestern Louisiana Institute (numera University of Louisiana at Lafayette) med historia som huvudämne. Han avlade 1932 masterexamen vid Louisiana State University och tillträdde 1938 som rektor för Southwestern Louisiana Institute. Fortsättnigsstudier bedrev han vid Columbia University 1941–1942. En kort tid före sin död tjänstgjorde Frazar som viceguvernör under guvernör Earl Long.